# Else Marie Pade
Else Marie Pade (født 2. december 1924 i Aarhus, død 18. januar 2016) var en dansk komponist, der var en pioner i Danmark inden for konkret og elektronisk musik, og desuden aktiv i modstandsbevægelsen under 2. verdenskrig.
Pade var en del syg som barn, og i de perioder, hun som følge heraf lå i sengen, blev hun opmærksom på lydene ude i byen, og hun dannede sig billeder herudfra. Dette var baggrunden for, at hun senere kom til komponere konkret musik. Hun lærte også at spille klaver, og som stor pige stiftede hun bekendtskab med jazz. Som teenager fik hun undervisning af en af Aarhus' mest betydelige pianister, Karin Brieg. Via denne kom hun desuden ind i modstandsbevægelsen, hvilket førte til, at hun blev fanget af Gestapo og anbragt i Frøslevlejren. Under sin tilfangetagelse begyndte hun at komponere musik.
Efter krigen uddannede hun sig som komponist, og i begyndelsen af 1950'erne blev hun fanget af den konkrete musik under inspiration af Pierre Schaeffer. Hun komponerede Danmarks første værk inden for denne genre, En dag på Dyrehavsbakken, i 1955. Nogle år senere komponerede hun sit første elektroniske musikværk, Syv cirkler, inspireret af blandt andet Stockhausen, Ligetis og Boulez.
Bred anerkendelse opnåede Pade først meget sent, da en række unge musikere i begyndelsen af 2000'erne begyndte af remixe nogle af hendes værker, blandt andet Syv cirkler.

## Barndom og ungdom
Under sin opvækst var Else Marie Pade ofte sengeliggende som følge af nyrebækkenbetændelse og halsbetændelse. Hendes mor havde mistet sit første barn og var derfor meget pylret omkring Else Marie og insisterede på, at hun holdt sengen. Her lyttede hun til omverdenen og skabte "hørebilleder" ud af lydene. Disse lyde, virkelighedens lyde, dannede senere grundlag for hendes konkretmusikalske værker. Som det beskyttede barn Else Marie var, fulgte hun med sin mor ud i byen, for at hun ikke skulle være alene, og kom på den måde tidligt i teatret. Den første musikundervisning foregik i hjemmet, hvor moderen forsøgte at undervise hende i klaverspil, men da hun ikke orkede at øve skalaer, fik hun sin mors klaverlærerinde, frk. Møller. Senere modtog hun musikundervisning på Folkemusikskolen i Aarhus, hvor direktøren, Edoard Müller, en musiklærervikar på N. Kochs Skole, havde set Else Maries talent og foreslået hende musikundervisning på Folkemusikskolen. Else Marie svarede, at det havde de ikke råd til, hvorefter Hr. Müller ringede til forældrene og fik etableret en ordning.
På Folkemusikskolen blev den cirka 12-årige pige præsenteret for jazzmusik. Hun lånte en rejsegrammofon af en kammerat og hørte New Orleans-jazz. Da hun var omkring 16 år gammel, begyndte hun i jazzorkesteret "The Blue Star Band", som spillede til skoleballer og i foreninger. Bandets trommeslager havde en bror, der læste musik på universitetet og gik til klaverundervisning hos Karin Brieg, en af byens førende pianister og lærer på konservatoriet. Broren sagde en dag til Else Marie, at hun ikke kunne blive ved med at spille jazz, men i stedet skulle tage klaverundervisning hos Karin Brieg, hvilket hun så gjorde.
Det var også via Karin Brieg, at hun kom ind i modstandsbevægelsen. En dag havde Else Marie spyttet efter en kolonne tyske soldater, der marcherede i Aarhus midtby. En soldat trådte ud af geleddet og løb efter hende, men Else Marie kendte byen, og via en smutvej forsvandt hun og tog sporvognen til Karin Brieg, der boede i Klintegården. Brieg sagde, at hvis hun skulle gøre modstand, skulle hun med i modstandsbevægelsen, og Else Marie Pade kom herefter med i en kvindegruppe under Brieg.

## Krigens tid
Else Marie Pade begyndte med at uddele illegale blade efter 20. august 1943, fra 1944 fik hun undervisning i våbenbrug og sprængstof, som Hedda Lundh stod for. Else Marie kom i en gruppe, der skulle kortlægge telefonkabler i Aarhus sammen med Hedda Lundh. Ideen med denne kortlægning var, at ledningerne skulle sprænges i luften i forbindelse med den forventede britiske landgang, for at hindre tyskerne i at bruge telefonnettet.
Den 13. september 1944 blev Else Marie Pade anholdt af Gestapo. Efter et hårdt forhør vågnede hun i et mareridt med et skrig. Ud af fængslets vindue så hun en stjerne blinke og hørte musik, der kom inde fra hende selv. Næste morgen ridsede hun melodien ind i cellens mur med et spænde fra sin hofteholder. Det blev sangen Du og jeg og stjernerne.
Hun blev sat i Frøslevlejren, hvor hun begyndte at komponere og besluttede at uddanne sig inden for musik. I Frøslevlejren holdt de internerede sangaftener for at holde humøret oppe. De sang bl.a. Pades sange og andre sange i arrangement af Karin Brieg, som siden er udgivet på cd i anledning af 60-årsdagen for befrielsen under titlen Sange midt i mørket: musik i Frøslevlejren 1944-45.

## Komponisten
Efter krigen læste Else Marie Pade musik på Musikkonservatoriet, først til pianist, men som følge af eftervirkninger fra opholdet i Frøslevlejren kunne hun ikke gennemføre og uddannede sig i stedet til komponist.
I 1952 hørte Pade radioudsendelsen Horisont på DR om konkret musik og dens skaber Pierre Schaeffer. Det gav mindelser om barndommens lydbilleder og klange. Via familie i Frankrig fik hun kontakt til den franske radio RTF og Pierre Schaeffer. Hun fik mulighed for at se studierne på RTF, hvor Pierre Schaeffer havde sit værksted og fik en aftale om at få sendt materiale hjem. Hun læste i 1952 Pierre Schaeffers bog À la Recherche d'une Musique Concrète (På sporet af en konkret musik).
En dag på Dyrehavsbakken
Inspirationen fra Pierre Schaeffer satte hende i gang med det, der skulle blive skabelsen af Danmarks første konkrete og elektroniske musikværk: En dag på Dyrehavsbakken. Efter at have sendt en synopsis til DR, som Jens Frederik Lawaetz læste, fik hun ja til at lave underlægningsmusik til en tv-udsendelse om Bakken til det nye danske fjernsyn. Hun fik hjælp af teknikere fra DR og stykkede musikken sammen af optagelser fra Dyrehavsbakken.
Symphonie magnétophonique
Værket "Symphonie magnétophonique" er konkret musik, der beskriver hverdagslivet i et døgn i København: Morgenen, der gryr med dens rutiner, vejen til arbejde, tiden på kontoret og på fabrikken. Hjemturen fra skole og arbejde til de hjemlige rutiner om aftenen, og endelig dagen, der rinder ud, hvorpå en ny kan begynde.
Syv cirkler
Værket "Syv cirkler" blev til efter et besøg i et planetarium på verdensudstillingen i Bruxelles i 1958. En komposition viste stjernehimmelen med stjernernes gang og deres bevægelse i forhold til hinanden. Værket bygger på Ligetis principper om klangfarver, Boulez’ serialisme og Stockhausens matematisk tilrettelagte partitur. Det er Pades første rene stykke elektronisk musik.
Darmstadt-skolen
Pades interesse for den nye musik medførte, at hun og mange andre komponister rejste til Darmstadt for at følge kurser hos Stockhausen, Ligetis og Boulez. Else Marie Pade deltog i 1962, 1964, 1968 og 1972. Stockhausen brugte hendes Glasperlespil som eksempel under foredrag om elektronisk musik.
Græsstrået
Nini Theilade og Pade blev venner; de mødte hinanden hos El Forman, i hvis lejlighed mange kunstinteresserede mennesker samledes. Sammen lavede Nini og Else Marie tv-balletten Græsstrået over et digt af El Forman med koreografi af Nini Theilade. De fik med besvær solgt ideen til Danmarks Radio, og det var også svært at få Den Kongelige Ballet til at danse til lyde, men det lykkedes dog.

## Sen anerkendelse til en glemt pioner
Else Marie Pade var en af de første danskere til at komponere konkret musik af elektroniske musiksekvenser med hverdagslyde: En dag på dyrehavsbakken, 1953-1955. Senere fulgte Jørgen Plaetner 1960 med en Kantate over et gruk af Kumbel; Per Nørgård i 1962 med værket Titanic; Bent Lorentzen afholdt i 1966 det første elektrofonikursus i Danmark på Det Jyske Musikkonservatorium; Gunner Møller Pedersen og Fuzzy gennemførte sammen i 1972 fire MUSIKZAG-projekter.

### Anerkendelsen
Else Marie Pade opnåede først rigtig anerkendelse efter år 2000, selvom hun i 1970 fik et treårigt stipendium af Statens Kunstfond. Hun blev genopdaget af Ingeborg Okkels og Henrik Marstal, der lavede et interview med Pade til Dansk Musik Tidsskrift, 2000-2001, nr. 7. I 2001 udkom for første gang nogle af Pades værker, CD'en Et Glasperlespil, der indtil da kun havde eksisteret som spolebånd. Gennembruddet kom, da fem unge kunstnere i 2002 udgav et remix af hendes Syv cirkler med titlen 7 cirkler – 5 remix. To år senere, 2003, modtog hun Årets Steppeulv, og året efter fik hun livsvarig støtte af Statens Kunstfond.
Thomas Knak, en af remixerne, sagde i et interview 19. oktober 2002:
| Citat | Hun har jo vist sig at være vores allesammens bedstemor inden for elektronikken. Men det er lidt spøjst, for ingen af os har vidst, at vi havde en bedstemor – det er kun halvandet år siden, jeg mødte hende første gang, og da kendte jeg ikke noget til hende. Men hun har gjort et forarbejde for at gøre den elektroniske musik mere accepteret. | Citat |
|       | |       |

Interviewet med Karen Secher i "Besøgstid" på DR P1 23. marts 2008 var med til at sikre anerkendelsen i bredere kredse. Else Marie Pade fik af Sebastian Klein overrakt KulturBornholms Jesper Kleins Konkrete Musikpris 29. december 2012 og var nomineret til Nordisk Råds Musikpris 2012.
I 2012 samarbejdede Else Marie Pade desuden med lydkunstneren Jacob Kirkegaard om fællesværket Svævninger, som i 2013 udkom på det amerikanske pladeselskab Important Records. Samarbejdet kulminerede i en fælleskoncert på festivalen Wundergrund i København. Udviklingen af værket med efterfølgende koncert blev skildret i Sofie Tønsbergs dokumentar med titlen Svævninger.

## Værker
Kilder til værkfortegnelsen er dels EMP: Else Marie Pade: livet i et glasperlespil, DVM – Det Virtuelle Musikbibliotek og cd'en Sange midt i mørket: musik i Frøslevlejren 1944-45.
- Du og jeg og stjernerne, 1944.
- Hjertets underfylde rytme, 1944.
- Hvis du vidste, 1944-1945.
- Swingsko, 1944-1945.
- En lille melodi med forår i, 1944-1945.
- Tullerulle tappenstreg, 1951, børnesange tekst af Halfdan Rasmussen.
- Tullerulle tappenstreg: sept pieces en couleurs, 1953.
- Pjerrots forunderlige dans, 1953, Musik til TV-dukkespil.
- Koncert for trompet og orkester, 1954.
- En dag på Dyrehavsbakken, 1955.
- Fire anonyme sange, 1955.
- Røde bolde, 1955.
- Volo spa hoc est, 1956, fra Den ældre Edda, for kvindekor.
- Seks lydillustrationer til Danmarks Skoleradio, 1956-1959.
  - Den lille Havfrue, tekst af H.C. Andersen.
  - Klumpedumpeland, tekst af Bent Friis Alsinger.
  - Den lille Idas blomster, tekst af H.C. Andersen.
  - Trylleringen, folkeeventyr fra Illustreret Tidende.
  - Julegavetoget, folkeeventyr fra Illustreret Tidende.
  - Gedehyrden Martin, folkeeventyr fra Illustreret Tidende[note 1].
- Symphonie Magnétophonique, 1958-1959.
- Syv cirkler, 1958-1959.
- Glasperlespil II, 1960.
- Lyd og lys, 1960, Elektronisk musik til lysorgel – teksten et digt af Piet Hein.
- Vikingerne, 1961, Filmmusik.
- Afsnit I, II, III, 1961, For violin og 11 slagtøjsinstrumenter, elektro-akustisk bearbejdet; 3 højttalergrupper.
- Etude I, 1962.
- Faust, 1962.
- Symphonia Heroica, 1962.
- Et spil for cello, 1962.
- Parametre, 1962.
- Græsstrået, 1964, tv-ballet bygget over et digt af El Forman, koreograferet af Nini Theilade.
- Aquarellen über das Meer I-XXI, 1968-1971.
- Historien om skabelsen, 1969, for legetøjsinstrumenter.
- Maria, 1969-1970, Elektronisk essay, for sopran, talestemme, talekor (elektroakustisk bearbejdet) og lydbånd.
- Immortella, 1969-1970 revideret i 1984, Balletpantomime for 20 slagtøjsspillere, elektro-akustisk bearbejdet.
- Fire radiodigte, 1970, digte af Orla Bundgård Povlsen.
  - Sang om amerikanerne i Vietnam.
  - På Nørrevold.
  - Klimpresang.
  - Se det i øjnene – kan høres på youtube Arkiveret 9. december 2015 hos  Wayback Machine.
- Far, mor og børn, 1975, en leg med opera for 6-12 årige. Film og konkrete lydindslag.
- Fugledrømmen, 1976.
- Syv billedsange om Teresa af Avila, 1980.
- Illustrationer, 1995.

En del af værkerne kan høres på DVM – Det Virtuelle Musikbibliotek Arkiveret 30. juni 2020 hos  Wayback Machine.

## Diskografi
- 2001, Et Glasperlespil, indeholder: Lyd og lys, Syv cirkler, Faust, Glasperlespil II, Græsstrået.
- 2002, 7 cirkler – 5 remix, 2002, remixet af Jens Hørsving, Bjørn Svin, Thomas Knak, Ejnar Kanding og Hans Sydow.
- 2002, Face it, indeholder: Symphonie Magnétophonique, Den lille Havfrue, Se det i øjnene.
- 2005, Sange midt i mørket: musik i Frøslevlejren 1944-45, indeholder: Du og jeg og stjernerne, Hvis du vidste, Swingsko, Hjertets underfylde rytme, En lille melodi med forår i.
- 2008, Aquarellen über das Meer, Illustrationer (Himmelrummet; Havkongens slot; Eventyrland; Kong Vinter) sidstnævnte optaget 1995
- 2013, Svævninger, komponeret i samarbejde med Jacob Kirkegaard (Important Records, USA).
- 2014, Electronic Works 1958-1995, tredobbelt vinyludgivelse (Important Records, USA).
- 2016, EMP RMX 333, indeholder: Etude (originalversion, 1961) samt remixes af Etude af marstal:lidell, Katrine Ring, Band Ane, SØS Gunvor Ryberg, Cristian Vogel, Bjørn Svin, We Like We, Jonas Olesen, Sandra Boss, Jacob Kirkegaard og Heidi Mortensen.

## Hæder
- 1970 Statens Kunstfond, treårigt stipendium.
- 1974, 2. præmie i en nordisk børneoperakonkurrence med operaen Far, mor og børn.[21]
- 2003, Årets Steppeulv.[note 2]
- 2004, Statens Kunstfond, livsvarig støtte.
- 2005, Poul og Sylvia Schierbecks Legat.[22]
- 2006, en portrætfilm Lyd på liv

## Fodnoter
1. ↑  "Dansk elektronikas bedstemor er død". Arkiveret fra originalen 20. januar 2016. Hentet 19. januar 2016.
2. ↑  EMP s. 15-17
3. ↑  Virkelighed s.329
4. ↑  EMP s. 19
5. 1 2  magnétophonique s. 11
6. ↑  EMP s. 23
7. ↑  Ud & Se s. 20
8. 1 2  theselskab s. 96
9. ↑  EMP s. 24
10. 1 2  Kvinder i musik s.19
11. ↑   Symphonie magnétophonique, s. 47
12. ↑  EMP s. 47
13. ↑   Symphonie magnétophonique, s. 20
14. ↑  Ud & Se, s. 28
15. ↑   Dansen s. 212-214
16. ↑   Filtreringer s. 299 og 300
17. ↑  Kvinder i musik s. 17
18. ↑  Politiken, 19. oktober 2002, Kultur, s. 1
19. ↑  "Else Marie Pade – dr.dk/P1/Besøgstid". Arkiveret fra originalen 13. januar 2013. Hentet 12. marts 2012.
20. ↑  "Nordisk Råds Musikpris". Arkiveret fra originalen 16. marts 2012. Hentet 28. marts 2012.
21. ↑  magnétophonique s. 15
22. ↑  Information 10. februar 2005, side 15

### Uddybende note
1. ↑  Denne lydillustration er bortkommet, EMP s. 111
2. ↑  Det var Else Marie Pade der modtog Steppeulven til prisoverrækkelsen, men principielt var det Hans Sydow, der fik den, da det var hans ide. Prisen blev givet for Årets ide: remix af Syv cirkler.(kilde e-mail fra Klaus Lynggaard, formand for Steppeulven.)